# Дорога Аркуни
Дорога Аркуни (арм. Արքունի պողոտա, царская дорога) — магистральная дорога, соединявшая две столицы Великой Армении — Арташат и Тигранакерт. Дорога была открыта в 80-х годах до н. э. при Тигране II после восстановления старой дороги. Имела большое военное и торговое значение. Под этим названием дорога была известна вплоть до IV—V веков.